# Maguindanao
Maguindanao (en filipí Magindanaw) és una província de les Filipines situada a la Regió Autònoma del Mindanao Musulmà (ARMM), a l'illa de Mindanao. Limita al nord amb Lanao del Sud, a l'est amb Cotabato i al sud amb Sultan Kudarat.
Té una extensió de 7.142 km² i una població d'1.273.715 habitants (2007), majoritàriament d'ètnia maguindanao, de religió islàmica, que parlen una llengua pròpia pertanyent al grup danao. La ciutat de Cotabato n'és independent administrativament i no forma part de la província, tot i que sovint hi és inclosa amb finalitats estadístiques. La capital és Shariff Aguak, abans coneguda com a Maganoy.
La província es va crear el 22 de novembre del 1973, com a segregació de la província de Cotabato. Entre els segles XVI i XIX s'hi va desenvolupar el Sultanat de Maguindanao.

## Divisió administrativa
Maguindanao es compon de 36 municipis, que alhora se subdiveixen en 492 barangays.
| - Ampatuan - Barira - Buldon - Buluan - Datu Abdullah Sangki - Datu Anggal Midtimbang - Datu Blah T. Sinsuat - Datu Hoffer Ampatuan - Datu Odin Sinsuat (Dinaig) - Datu Paglas - Datu Piang - Datu Salibo - Datu Saudi-Ampatuan - Datu Unsay - Gen. S. K. Pendatun - Guindulungan - Kabuntalan (Tumbao) - Mamasapano | - Mangudadatu - Mantanog - Northern Kabuntalan - Pagagawan - Pagalungan - Paglat - Pandag - Parang - Rajah Buayan - Shariff Aguak (Maganoy) - Shariff Saydona Mustapha - South Upi - Sultan Kudarat (Nuling) - Sultan Mastura - Sultan sa Barongis (Lambayong) - Talayan - Talitay - Upi |